# Anaitz Arbilla
Anaitz Arbilla Zabala (Pamplona, 15 maggio 1987) è un calciatore spagnolo, difensore dell'Eibar.

## Caratteristiche tecniche
Gioca come terzino destro.

## Carriera
Dal 2011 al 2013 ha giocato nella seconda serie spagnola nell'Hércules. Dal gennaio 2013 gioca nella massima serie spagnola nel Rayo Vallecano, con cui ha collezionato 11 presenze senza reti nella seconda parte della stagione 2012-2013.